# Dioctria niedli
Dioctria niedli là một loài ruồi trong họ Asilidae. Dioctria niedli được Moucha & Hradský miêu tả năm 1963. Loài này phân bố ở vùng Cổ Bắc giới.